# Kim Ki-soo
Kim Ki-soo (hangŭl 김기수, hanja 金基洙; Pukch'ŏng, 17 settembre 1939 – Seul, 10 giugno 1997) è stato un pugile sudcoreano, campione del mondo dei pesi medi junior tra il 1966 e il 1968 e campione asiatico dei pesi medi tra il 1965 e il 1969. È rimasto nell'immaginario collettivo del pubblico italiano di pugilato per i suoi combattimenti con Nino Benvenuti e Sandro Mazzinghi.

## Carriera da dilettante
Diplomatosi all'istituto superiore di educazione fisica della Kyung Hee University, Kim conquistò la medaglia d'oro ai III Giochi asiatici,  disputatisi a Tokyo, nel 1958, nella categoria dei welter, sconfiggendo l'iraniano Soren Pirjanian. Rappresentò la Corea del Sud ai Olimpiadi di Roma (1960), nella stessa categoria, battendo l'irlandese Henry Perry ai punti; fu poi sconfitto nei quarti di finale, sempre ai punti, da Nino Benvenuti.

## Carriera da professionista
Passò professionista a 21 anni conseguendo già al primo match il titolo nazionale dei medi. Il 10 gennaio 1965, conquistò il titolo asiatico, a Tokyo, spedendo al tappeto alla sesta ripresa, sino al conto finale, il giapponese Fumio Kaizu, che batté ai punti anche nell'incontro di rivincita, in terra coreana. Dopo 22 incontri senza sconfitte e solo due pareggi alle spalle, Kim sfidò il campione del mondo dei pesi medi junior Nino Benvenuti, da cui era stato sconfitto da dilettante alle Olimpiadi. Benvenuti fu allettato alla trasferta coreana con la più alta borsa sino a quel momento incassata (65.000 dollari).
Il match si disputò il 25 giugno 1966 al Changchung Gymnasium di Seul e, per la prima volta, si incontrarono due campioni imbattuti per il titolo mondiale della categoria. Benvenuti ha sempre sostenuto che l'andamento del match non sia stato regolare e che, nonostante non si fosse presentato in piena forma, stesse ampiamente conducendo ai punti. Alla quattordicesima ripresa, comunque, avvenne un fatto incredibile: le corde del ring collassarono e l'incontro fu interrotto. A suo dire, il campione in carica stava finendo l'avversario e la sceneggiata fu architettata per permettere a quest'ultimo di riprendersi. Fatto sta che l'incontro riprese dopo 15 minuti e si concluse con un verdetto ai punti, ancorché non unanime, in favore del sudcoreano.  Kim Ki-soo diventava il primo del suo paese ad essere incoronato campione mondiale di pugilato. La rivista statunitense Ring Magazine nominò l'incontro upset of the year del 1967, ritenendolo quello conclusosi nel modo più contrario alle aspettative generali, sconvolgendo ogni previsione.

Mazzinghi vs. Kim Ki-soo (Milano, 1968)

Kim mise vittoriosamente in palio la cintura iridata prima con lo statunitense Stan Harrington, sconfiggendolo ai punti a Seul il 26 dicembre 1966, poi con il temibilissimo Freddie Little, il 3 ottobre 1967 al Dongdaemun Baseball Stadium di Seul. In quest'ultima occasione il coreano andò al tappeto due volte all'undicesima ripresa, ma riuscì lo stesso a spuntarla con un altro contestato e non unanime verdetto ai punti.
Il 26 maggio 1968, Kim Ki-soo è costretto a mettere in palio il titolo mondiale contro l'ex campione del mondo Sandro Mazzinghi, all'epoca campione europeo. Kim fu ingaggiato con una borsa di 55.000 dollari, altissima per quel periodo. Il match, disputatosi a Milano, allo stadio San Siro, con una grande affluenza di pubblico circa 60.000 persone, è rimasto nella memoria degli appassionati per la sua grande spettacolarità. Mazzinghi iniziò furiosamente e al terzo round costrinse il campione in carica alle corde, scaricandogli una serie di colpi terrificanti. L'arbitro Harold Valan lo contò e il match sembrava finito, ma il coreano riuscì a recuperare e i due si picchiarono con una violenza selvaggia e terrificante; soltanto all'ultima ripresa, Mazzinghi riuscì a prevalere. Il verdetto, ai punti, non fu unanime ma, per la prima volta tra i professionisti, sfavorevole a Kim Ki-soo.
Rimaneva a Kim il titolo asiatico dei pesi medi che mise in palio il 20 novembre 1968, a Osaka, contro il giapponese Hisao Minami. Fu nuovamente sconfitto ai punti (un giudice, però, si era pronunciato per il pari) ma riuscì a riconquistare il titolo nella rivincita tenutasi a Seul il 1º marzo 1969. Dopo tale match, Kim Ki-soo lasciò il pugilato con la corona orientale sul capo. È perito di un male incurabile nel 1997, a nemmeno 58 anni.